# Leptocythere castanea
Leptocythere castanea är en kräftdjursart som först beskrevs av Georg Ossian Sars 1928.  Leptocythere castanea ingår i släktet Leptocythere och familjen Leptocytheridae. Arten är reproducerande i Sverige. Inga underarter finns listade i Catalogue of Life.